# خوان مایورگا
خوان مایورگا (انگلیسی: Juan Mayorga) یک نمایش‌نامه‌نویس، فیلم‌نامه‌نویس و نویسنده اهل اسپانیا است.
وی به‌واسطهٔ نمایش‌نامهٔ «راهی به بهشت» (۲۰۰۴) در کشورهای انگلیسی‌زبان شهرت دارد.
او در سال ۲۰۰۷ میلادی، بابت آثارش، برندهٔ جایزه ملی تئاتر شد.